# Nombres y títulos de Jesús en el Nuevo Testamento

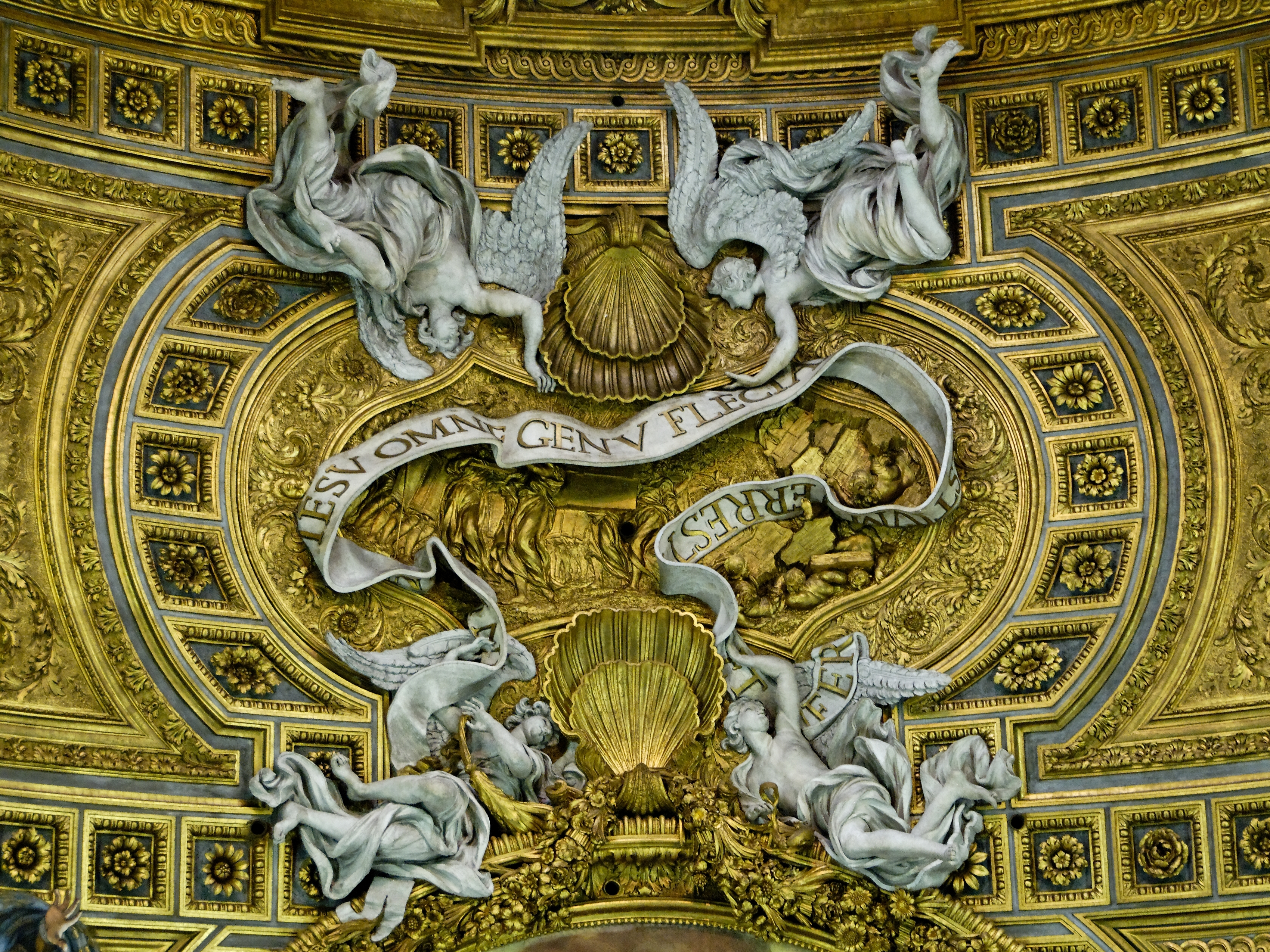
Inscripción en latín de : «para que en el nombre de Jesús se doble toda rodilla», iglesia del Gesù, Roma.

Dos nombres y una variedad de títulos son utilizados para referirse a Jesús en el Nuevo Testamento.
En el cristianismo, los dos nombres Jesús y Emanuel (que aluden a Jesús en el Nuevo Testamento) tienen atributos salvíficos. Después de la crucifixión de Jesús, la Iglesia primitiva no se limitó a repetir sus mensajes, sino que comenzó a centrarse en él, proclamarlo, y tratar de entender y explicar su mensaje: el predicador se convirtió en el predicado.
Uno de los elementos del proceso de entender y proclamar a Jesús era la atribución de títulos a él. Algunos de los títulos que fueron utilizados gradualmente en la Iglesia primitiva y luego aparecieron en el Nuevo Testamento fueron adoptados a partir del contexto judío de la época, mientras que otros fueron seleccionados para referirse a, y subrayar el mensaje, la misión y las enseñanzas de Jesús. Con el tiempo, algunos de estos títulos reunieron una relevancia cristológica significativa.
Los cristianos han conectado un significado teológico al Santo Nombre de Jesús. El uso del nombre de Jesús en las peticiones se destaca en Juan 16:23 cuando Jesús dice: «De cierto, de cierto os digo, que todo cuanto pidiereis al Padre en mi nombre, os lo dará». Existe la creencia generalizada entre los cristianos que el nombre de Jesús no es simplemente una serie de símbolos de identificación, sino que incluye el poder divino intrínseco.

## Nombres

### Jesús

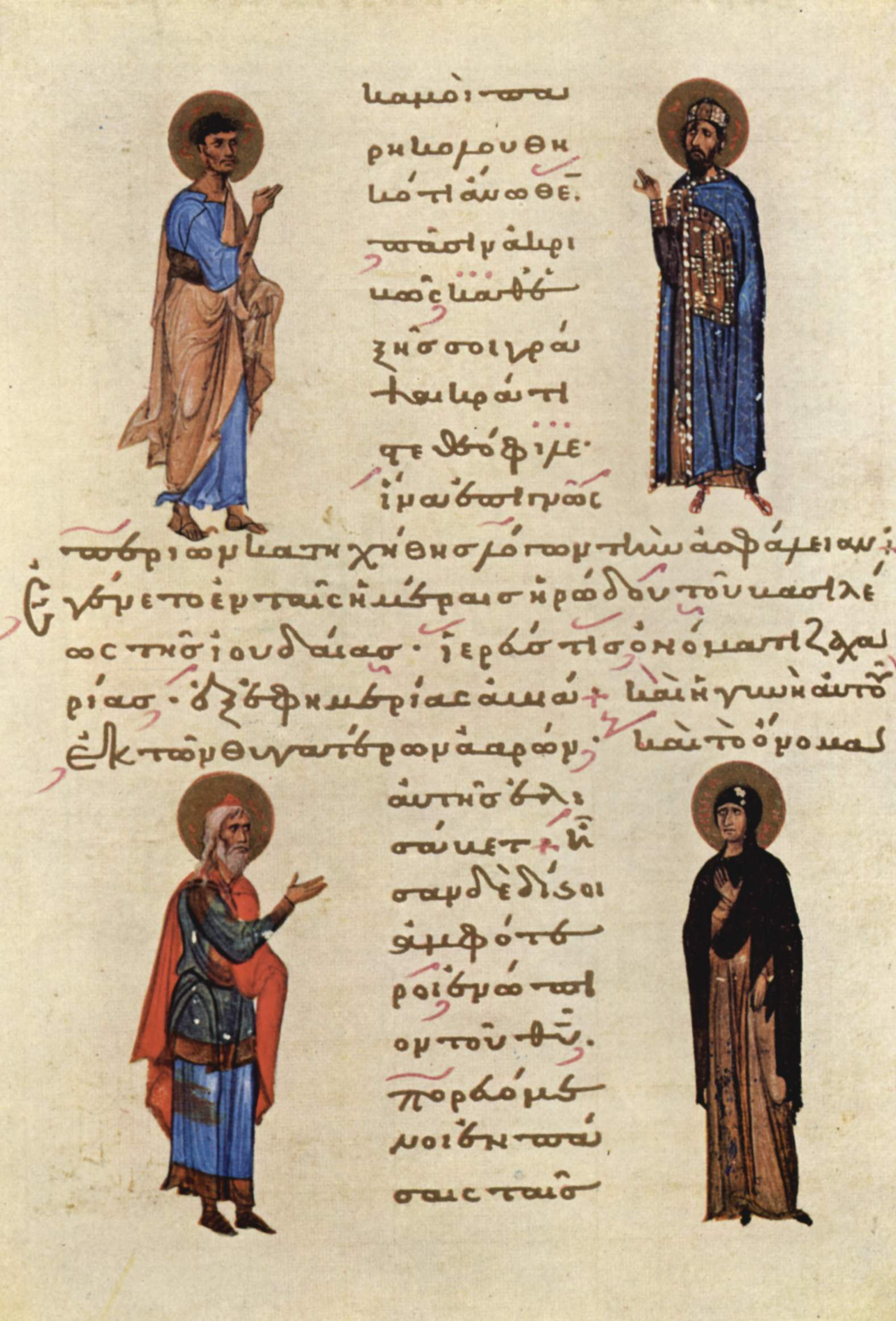
Inicio de una copia bizantina del Evangelio de Lucas, 1020. señala: «[...] darás a luz un hijo, y llamarás su nombre JESÚS».

En el Nuevo Testamento, el nombre de Jesús se da tanto en el Evangelio de Lucas y el Evangelio de Mateo, y Emanuel solamente en Mateo. En Lucas 1:31, el ángel dice a María que llame a su hijo Jesús; y en Mateo 1:21 el ángel le dice a José que llame al niño Jesús: «llamarás su nombre Jesús porque él salvará a su pueblo de sus pecados», asociándose atributos salvíficos al nombre de Jesús en la teología cristiana.
Aunque la diferencia precisa entre un «nombre» y un «título» puede ser abierta a interpretación, 198 nombres y títulos diferentes de Jesús en la Biblia están listados en la Concordancia de Cruden, publicada por primera vez en 1737, y de forma continua desde entonces. El primer índice del libro (siguiendo las dedicatorias reales y el prefacio del autor) se titula «Una colección de los Nombres y Títulos dados a Jesucristo» [«A collection of the Names and Titles given to Jesus Christ»], con 198 nombres de la lista, cada uno acompañado por una referencia bíblica.

#### Etimología
Existe una serie de propuestas sobre el origen y la procedencia etimológica del nombre de Jesús (cf. Mateo 1:21). El nombre está relacionado con la forma hebrea יְהוֹשֻׁעַ [Yehoshua`], Josué, que es un nombre teofórico mencionado por primera vez dentro de la tradición bíblica en Éxodo 17:9 refiriéndose a uno de los compañeros de Moisés (y su sucesor como líder de los israelitas). Este nombre generalmente está considerada como compuesto de dos partes: יהו Yeho, una referencia teofórica a YHWH, el nombre personal distintivo del Dios de Israel, además de una forma derivada de la raíz triconsonantal hebreo o י-ש-ע, «para liberar, salvo». Existen varias propuestas sobre cómo debe ser traducido el significado etimológico literal del nombre, incluyendo:
- YHWH salva
- YHWH (es) salvación
- YHWH (es) un grito de salvación

Este nombre antiguo del hebreo bíblico יְהוֹשֻׁעַ [Yehoshua`] sufrió un acortamiento en la época tardía bíblica יֵשׁוּעַ [Yeshua`], tal como se encuentra en el texto hebreo de Esdras 2:2, 2:6, 2:36, 2:40, 3:2, 3:8, 3:9, 3:10, 3:18, 4:3, 8:33; Nehemías 3:19, 7:7, 7:11, 7:39, 7:43, 8:7, 8:17, 9:4, 9:5, 11:26, 12:1, 12:7, 12:8, 12:10, 12:24, 12:26; 1 Crónicas 24:11; y 2 Crónicas 31:15; así como en arameo bíblico en Esdras 5:2. Estos versículos de la Biblia se refieren a diez individuos (en Nehemías 8:17, el nombre se refiere a Josué hijo de Nun). Este cambio histórico puede haber sido debido a un cambio fonológico mediante el cual los fonemas guturales se debilitaron, incluyendo [h]. Por lo general, el elemento teofórico tradicional [Yahu] יהו se acortó al principio de un nombre a יו [Yo-], y al final a יה [-yah]. En la contracción de [Yehoshua`] y [Yeshua`], la vocal es más bien afrontada (quizás debido a la influencia de la y en triliteral raíz y-š-ʕ). Durante el periodo post-bíblico, el nombre también fue adoptado por los judíos de habla aramea y griega.
En el momento en el que el Nuevo Testamento fue escrito, la Septuaginta ya había transliterado יְהוֹשֻׁעַ [Yeshua`] al griego koiné, lo más estrechamente posible en el siglo III a. C., siendo el resultado Ἰησοῦς [Iēsous]. Dado que el griego no tenía un equivalente a la letra semítica ש shin [sh], fue sustituida por una sigma σ [s], y un final masculino singular [-s] fue añadido en el caso nominativo, con el fin de permitir que el nombre sea flexible para el caso (nominativo, acusativo, etc.) en la gramática de la lengua griega. La vocal diptongal [a] masorética de [Yehoshua`] o [Yeshua`] no habría estado presente en la pronunciación hebrea/aramea durante este período, y algunos estudiosos creen algunos dialectos cayeron al sonido faríngeo de la letra final ע (`ayin) [`], que de todas maneras no tenía equivalente en griego antiguo. Los escritos griegos de Filón de Alejandría y Josefo mencionan con frecuencia este nombre. También ocurre en el griego del Nuevo Testamento en Hechos 7:45 y Hebreos 4:8, en referencia a Josué hijo de Nun.
Del griego, Ἰησοῦς [Iēsous] se trasladó al latín, por lo menos al momento de la Vetus Latina. El salto morfológico esta vez no fue tan grande como los cambios previos entre familias lingüísticas. Ἰησοῦς [Iēsous] fue transliterado al latín IESVS, donde se situó durante muchos siglos. El nombre latino tiene una declinación irregular, con un genitivo, dativo, ablativo, y vocativo de Iesu, acusativo de Iesum, y nominativo de Iesus. Las letras minúsculas se desarrollaron en torno al año 800 y, algún tiempo después, la U se inventó para distinguir el sonido de la vocal del sonido consonántico y la J para distinguir a la consonante de I. Del mismo modo, las letras minúsculas griegas fueron inventadas casi al mismo tiempo, con anterioridad el nombre era escrito en letras mayúsculas: ΙΗCΟΥC o abreviado como ΙΗC, con una línea en la parte superior.
El nombre en español, Jesús, proviene directamente del latín.

#### Significado del nombre

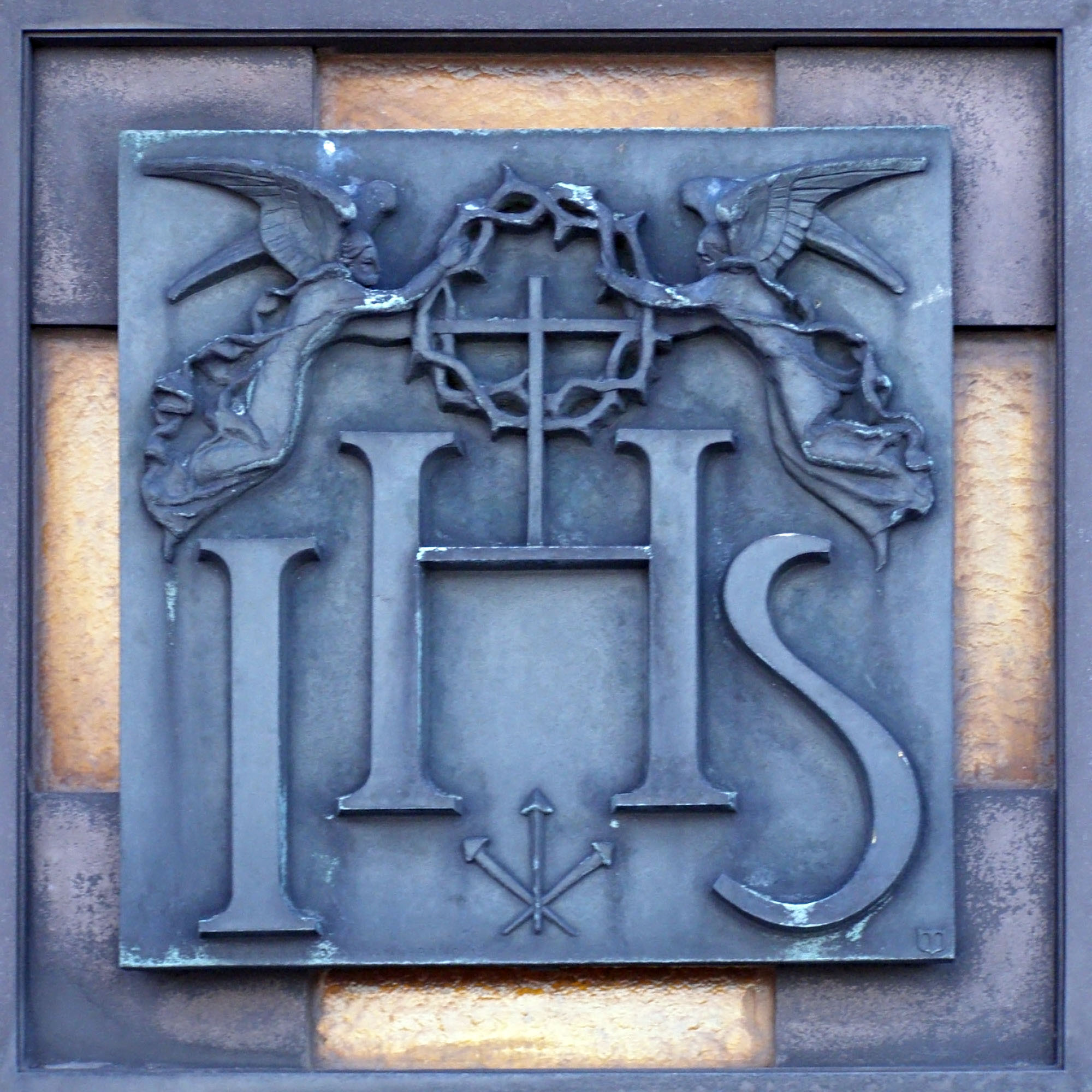
El monograma IHS con ángeles, en Hostýn, República Checa.

Los cristianos han unido un significado teológico al nombre de Jesús desde los primeros tiempos del cristianismo. Devociones y fiestas para el Santo Nombre de Jesús existen tanto en el cristianismo oriental y occidental. Las devociones y veneraciones al nombre de Jesús también se extienden al monograma IHS, derivado de la palabra griega para Jesús ΙΗΣΟΥΣ.
El significado del nombre de Jesús en el Nuevo Testamento es subrayado por el hecho de que en su relato de la Natividad, Mateo presta mayor atención al nombre del niño y a sus implicaciones teológicas que al acontecimiento real en sí. La reverencia por el nombre de Jesús es enfatizada por Pablo en Filipenses 2:10 donde dice: «para que en el nombre de Jesús se doble toda rodilla de los que están en los cielos, y en la tierra, y debajo de la tierra».
El uso del nombre de Jesús en las peticiones es destacado en Juan 16:23, cuando Jesús dice: «todo cuanto pidiereis al Padre en mi nombre, os lo dará». Por consiguiente, muchas oraciones cristianas concluyen con las palabras: «En el nombre de nuestro Señor Jesucristo». Existe la creencia generalizada entre los cristianos que el nombre de Jesús no es solamente una secuencia de símbolos de identificación, sino que incluye el poder divino intrínseco, y que en el nombre de Jesús se habla o se muestra el poder de Dios.

### Emanuel
Mateo 1:23 («Y llamarás su nombre Emanuel») proporciona el nombre Emanuel (que significa Dios con nosotros). Emanuel, que puede referirse a Isaías 7:14, no aparece en ningún otro lugar del Nuevo Testamento, pero en el contexto de Mateo 28:20 («yo estoy con vosotros todos los días hasta el fin del mundo») indica que Jesús está con los fieles hasta el final de la historia.
El nombre Emanuel (también Immanuel o Immanuʼel) del hebreo עִמָּנוּאֵל, «Dios [está] con nosotros» se compone de dos palabras hebreas: אֵל (El, que significa «Dios») y עִמָּנוּ (ʻImmānū, que significa «con nosotros»); en hebreo estándar ʻImmanuʼel, en hebreo tiberiano ʻImmānûʼēl. Es un nombre teofórico usado en la Biblia en Isaías 7:14 e Isaías 8:8.
Mateo 1:23 proporciona la clave de la Cristología de Emanuel en el Nuevo Testamento, con Mateo mostrando un claro interés en identificar a Jesús como «Dios con nosotros» y, posteriormente, desarrollando el tema de Emanuel en momentos clave a lo largo de su Evangelio. El nombre Emanuel no aparece directamente en el Nuevo Testamento en otros lugares, pero Mateo se basa en el motivo en Mateo 28:20 para indicar que Jesús estará con los fieles hasta el final de los tiempos. Según Ulrich Luz, el motivo Emanuel pone entre paréntesis todo el Evangelio de Mateo entre 1:23 y 28:20, ya que aparece de forma explícita e implícita en varios otros pasajes, estableciendo el tono para el tema salvífico de Mateo.

## Títulos

### Cristo

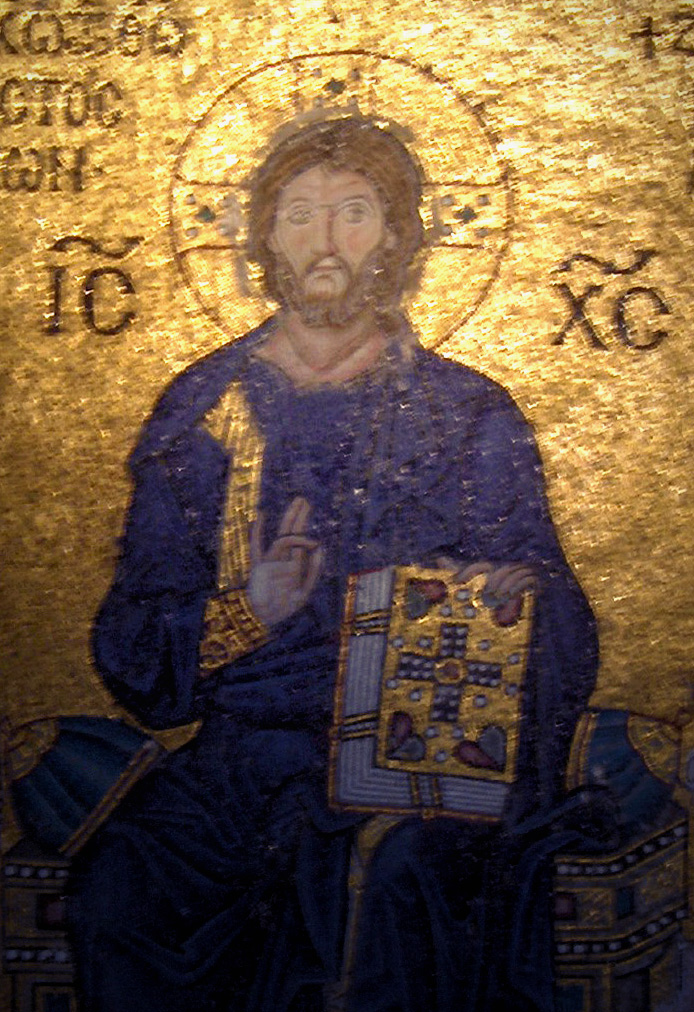
Mosaico de Cristo Pantocrátor con el Cristograma IC XC.

El título Cristo utilizado en el idioma español proviene del griego Χριστός (Khristos), a través del latín Christus. Significa «ungido». El griego es una traducción derivada del hebreo Mashiaj (מָשִׁיחַ) o el arameo M'shija (מְשִׁיחָא), desde donde se deriva la palabra Mesías. Cristo se ha convertido en un nombre, una parte del nombre «Jesucristo», pero originalmente era un título (el Mesías) y no un nombre; sin embargo, su uso como «Cristo Jesús» si es un título.
En la versión Septuaginta de la Biblia hebrea (escrita más de un siglo antes de la época de Jesús), la palabra griega Christos se utiliza para traducir el hebreo Mashiaj (Mesías), que significa «ungido». (Otra palabra griega, Μεσσίας, Messias aparece en Daniel 9:26 y Salmos 2:2). El Nuevo Testamento dice que el Mesías, esperado, había venido y describe este salvador como el Cristo. En Mateo 16:16 el apóstol Pedro, en lo que se ha convertido en un célebre anuncio de la fe entre los cristianos desde el siglo I, dijo: «Tú eres el Cristo, el Hijo del Dios viviente». En Juan 11:27, Marta le dice a Jesús «tú eres el Cristo», justo antes de la resurrección de Lázaro.
En las epístolas paulinas, la palabra Cristo está tan estrechamente asociada a Jesús que es evidente que para los primeros cristianos no había necesidad de afirmar que Jesús es el Cristo, lo cual era considerado ampliamente aceptado entre ellos. De ahí que Pablo puede utilizar el término Christos sin confusión en cuanto a quién se refiere y, como en 1 Corintios 4:15 y Romanos 12:5, se puede usar expresiones como «en Cristo» para referirse a los seguidores de Jesús.
Los símbolos para la representación de Cristo (es decir, cristogramas) fueron desarrollados por los primeros cristianos, por ejemplo, el símbolo crismón formada por la superposición de las dos primeras letras griegas de Cristo (griego: Χριστός), chi = ch y rho = r, para producir ☧.

### Señor

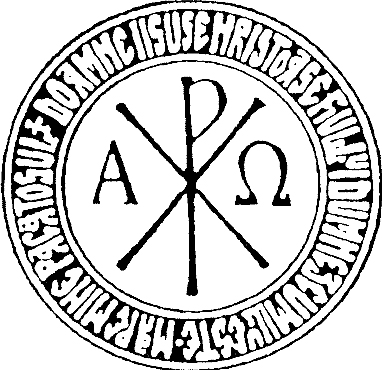
El crismón rodeado con la oración: «Señor Jesucristo, Hijo de Dios, ten piedad de mí».

Los primeros cristianos vieron a Jesús como «Señor» y la palabra griega Kyrios (κύριος), que también puede significar Dios, señor o maestro, aparece más de 700 veces en el Nuevo Testamento refiriéndose a él. En arameo cotidiano, Mari era una forma muy respetuosa de dirigirse a una persona, muy por encima de «Maestro» y similar a «Rabino». En griego esto ha sido a veces traducido como Kyrios. Mientras que el término Mari expresa la relación entre Jesús y sus discípulos durante su vida, el Kyrios griego llegó a representar su dominio sobre el mundo.
Los escritos paulinos establecen además las diversas consecuencias teológicas del concepto Señor/Kyrios entre los primeros cristianos, e hicieron hincapié en los atributos de Jesús no solamente como refiriéndose a su victoria escatológica, sino a él como «imagen divina» (en griego: εἰκών, Eikon), en cuyo rostro resplandece la gloria de Dios. En Romanos 10:9-13, Pablo enfatizó el valor salvífico del título, y afirmó que la confesión por la boca (homologeo), la creencia de que Jesús es el Señor (Kyrion Iesoun), significa la salvación personal.
La alta frecuencia de la utilización del término Kyrios en los Hechos de los Apóstoles indica lo natural que era para los primeros cristianos referirse a Jesús de esta manera. Este título persiste entre los cristianos como la percepción predominante de Jesús por siglos.
El uso del título de Kyrios para Jesús es fundamental para el desarrollo de la cristología del Nuevo Testamento, ya que los primeros cristianos lo colocaron en el centro de su comprensión y, desde ese centro, intentaron comprender las otras cuestiones relacionadas con los misterios cristianos. La cuestión de la deidad de Cristo en el Nuevo Testamento está intrínsecamente relacionada con el título Kyrios de Jesús utilizado en los primeros escritos cristianos y sus implicaciones para el señorío absoluto de Jesús. En la creencia cristiana primitiva, el concepto de Kyrios incluía la preexistencia de Cristo, porque ellos creían que si Cristo es uno con Dios, él debió haber estado unido con Dios desde el principio.
El título, incluso en la forma griega, sigue siendo ampliamente utilizado en la liturgia cristiana, por ejemplo, en la combinación Kyrie eleison, Christe eleison (es decir, «Señor, ten piedad; Cristo, ten piedad»), en el que Jesús es referido como Señor e, inmediatamente después, como Cristo.

### Maestro
La palabra griega Epistates (Epistata en el caso vocativo) se utiliza solamente en el evangelio de Lucas, donde es mencionada seis veces. Robert O'Toole argumenta que la palabra se refiere al poder de Jesús sobre el mundo material en lugar de su enseñanza. Algunos comentaristas sugieren que en Lucas 5, Pedro progresa de ver a Jesús como «Maestro» (v. 5) a verlo como «Señor» (v. 8).

### Logos (el Verbo)
Juan 1:1-18 llama a Jesús el Logos (en griego, λόγος), frecuentemente traducido como el «Verbo» en español. La identificación de Jesús como el Logos encarnado solamente aparece al comienzo del Evangelio de Juan y el término Logos/Palabra es utilizado solo en otros dos pasajes joánicos: 1 Juan 1:1 y Apocalipsis 19:13. No aparece en ningún otro lugar en el Nuevo Testamento.

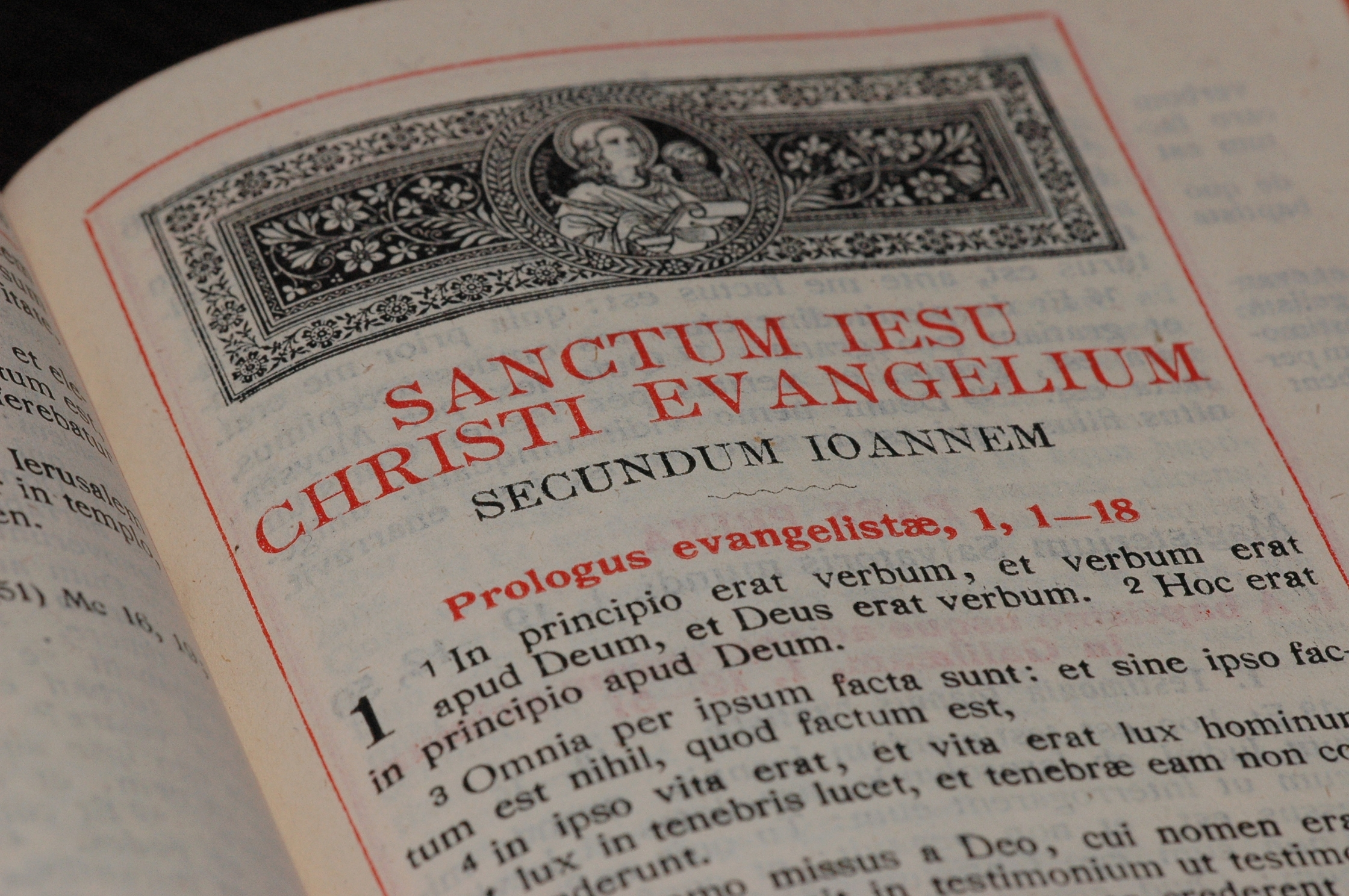
In principio erat verbum, latín para En el principio era el Verbo., desde la Vulgata clementina.

La serie de declaraciones en relación con el Logos en el comienzo del Evangelio de Juan se construye una sobre otra. La afirmación de que el Logos existía «al principio» afirma que como Logos Jesús es un ser eterno como Dios. La afirmación de que el Logos era «con Dios» afirma la distinción de Jesús de Dios. La afirmación de que el Logos «era Dios», afirma la unidad de Jesús con Dios, afirmando así su divinidad.
En 1 Juan 1:1 la llegada del Logos como «el Verbo de vida» desde el principio es enfatizada y 1 Juan 5:6 se basa en ella para destacar el agua y la sangre de la encarnación. Con el uso del título de Logos, la cristología joánica afirma conscientemente la creencia en la divinidad de Jesús: que él es Dios que vino a estar entre los hombres como el Verbo Encarnado.
Aunque a partir del siglo II el uso del título de Logos dio lugar a debate entre las escuelas de pensamiento de Alejandría y Antioquía con respecto a la interacción de los elementos humanos y divinos en la Persona de Cristo, después del Primer Concilio de Nicea en el año 325 y el Concilio de Calcedonia en el año 451, el título Logos y «segunda persona de la Trinidad» son usados indistintamente.

### Hijo de Dios

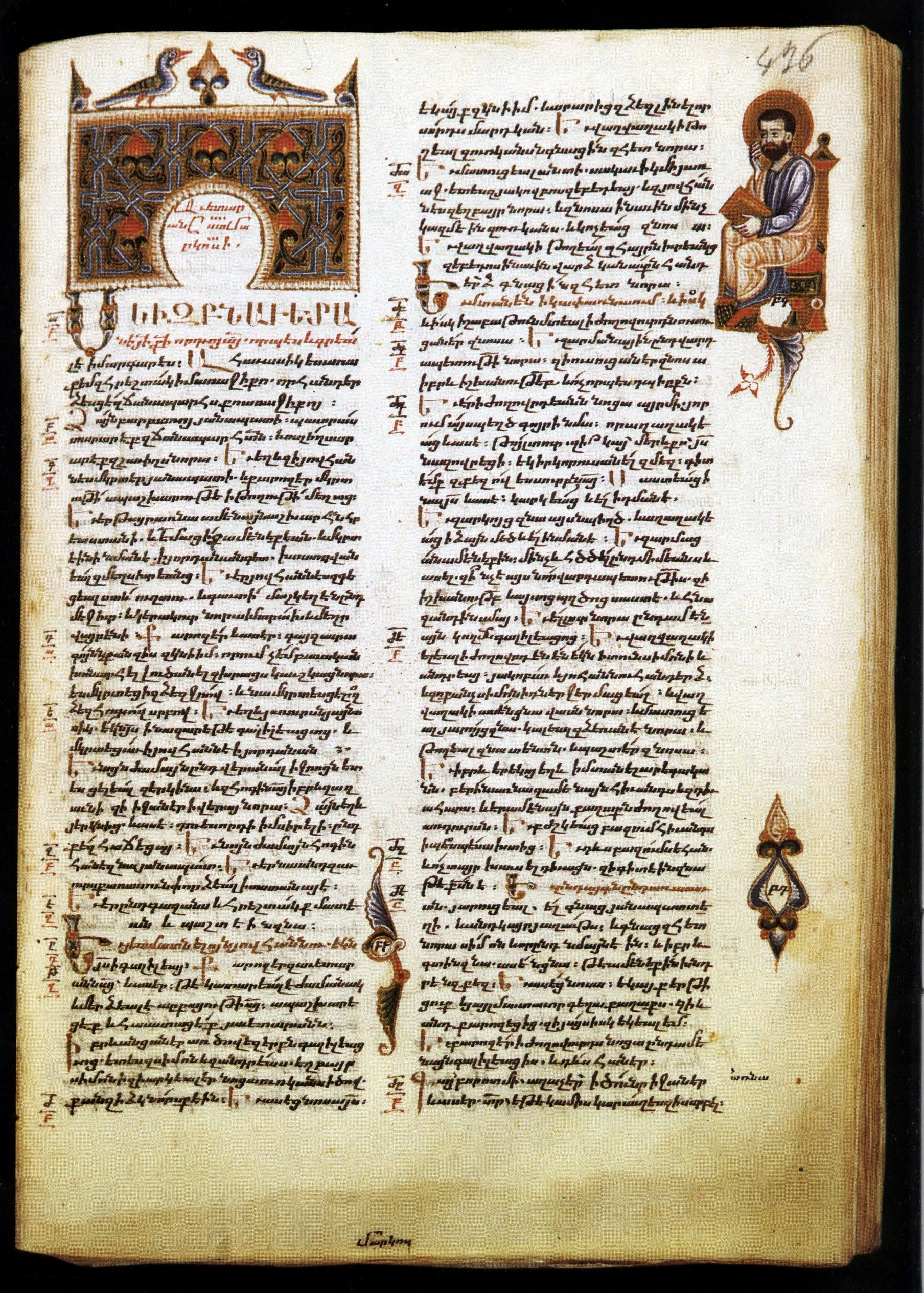
Primera página de Marcos: «Principio del evangelio de Jesucristo, Hijo de Dios», de Sargis Pitsak,.

El título «Hijo de Dios» es aplicado a Jesús en muchas ocasiones en el Nuevo Testamento. A menudo se utiliza para hacer referencia a su divinidad, desde el principio en la anunciación hasta la crucifixión. La declaración de que Jesús es el Hijo de Dios es hecha por muchas personas en el Nuevo Testamento, en dos ocasiones separadas por Dios Padre como una voz del cielo, y también es afirmada por Jesús mismo. El título «Hijo de Dios», de acuerdo con la mayoría de las denominaciones cristianas, en la creencia trinitaria, se refiere a la relación entre Jesús y Dios, específicamente como «Dios Hijo».
Durante miles de años, emperadores y reyes que van desde la dinastía Zhou del Oeste (c. 1000 a. C.) en China a Alejandro Magno han asumido títulos que reflejan una relación filial con deidades. En el tiempo de Jesús, el emperador Augusto aprovechó la similitud entre los títulos Divi filius (hijo del Divino Uno) y Dei Filius (Hijo de Dios) y utilizó la inscripción ambigua DF para referirse a sí mismo, enfatizando el componente divino de su imagen. J. D. Crossan sostiene que los primeros cristianos adoptaron este título.
El Evangelio de Marcos comienza llamando a Jesús el Hijo de Dios, y reafirma el título dos veces cuando una voz del cielo llama a Jesús: «mi hijo» en Marcos 1:11 y Marcos 9:7. En Mateo 14:33, después de que Jesús camina sobre el agua, los discípulos dijeron a Jesús: «Verdaderamente eres Hijo de Dios». En Mateo 27:43, mientras que Jesús cuelga de la cruz, los líderes judíos se burlan de él por pedir ayuda a Dios, «porque ha dicho: Soy Hijo de Dios», en referencia a la afirmación de que Jesús era el Hijo de Dios. Mateo 27:54 y Marcos 15:39 incluyen la exclamación del comandante romano: «Verdaderamente este hombre era Hijo de Dios», después del terremoto después de la crucifixión de Jesús. Cuando en Mateo 16:15-16 el apóstol Pedro dice: «Tú eres el Cristo, el Hijo del Dios viviente», Jesús no acepta solamente los títulos, sino que llama a Pedro «Bienaventurado», y declara la profesión una revelación divina, declarándose de manera inequívoca tanto Cristo como el Hijo de Dios (Mateo 16:15-16).
En el Nuevo Testamento, Jesús usa el término «mi Padre» como una afirmación directa e inequívoca de su filiación, y una relación única con el Padre más allá de cualquier atribución de títulos por otros, por ejemplo, en Mateo 11:27, Juan 5:23 y Juan 5:26. En una serie de otros episodios Jesús reclama esa filiación haciendo referencia al Padre, por ejemplo, en Lucas 2:49 cuando el joven Jesús llama al Templo «la casa de mi Padre», al igual que lo hace más tarde en Juan 2:16, en el episodio de la purificación del Templo. En Mateo 3:17 y Lucas 3:22 Jesús es llamado Hijo de Dios por la voz de lo alto, sin rechazar el título.
De todos los títulos cristológicos utilizados en el Nuevo Testamento, «Hijo de Dios» ha tenido uno de los efectos más duraderos en la historia del cristianismo y se ha convertido en parte de la profesión de fe de muchos cristianos. En el contexto trinitario mayoritario, el título implica la plena divinidad de Jesús como parte de la Santísima Trinidad de Padre, Hijo y el Espíritu Santo. Sin embargo, el concepto de Dios como padre de Jesús, y Jesús como el único Hijo de Dios es distinto del concepto de Dios como Creador y Padre de todos los hombres, como es indicado en el Credo de los Apóstoles. La profesión comienza con expresar la creencia en «Dios Padre Todopoderoso, creador de los cielos y la tierra» e inmediatamente, pero por separado, en «Jesucristo, su único Hijo, nuestro Señor», expresando así el doble sentido de la paternidad en el Credo.

### Hijo del Hombre

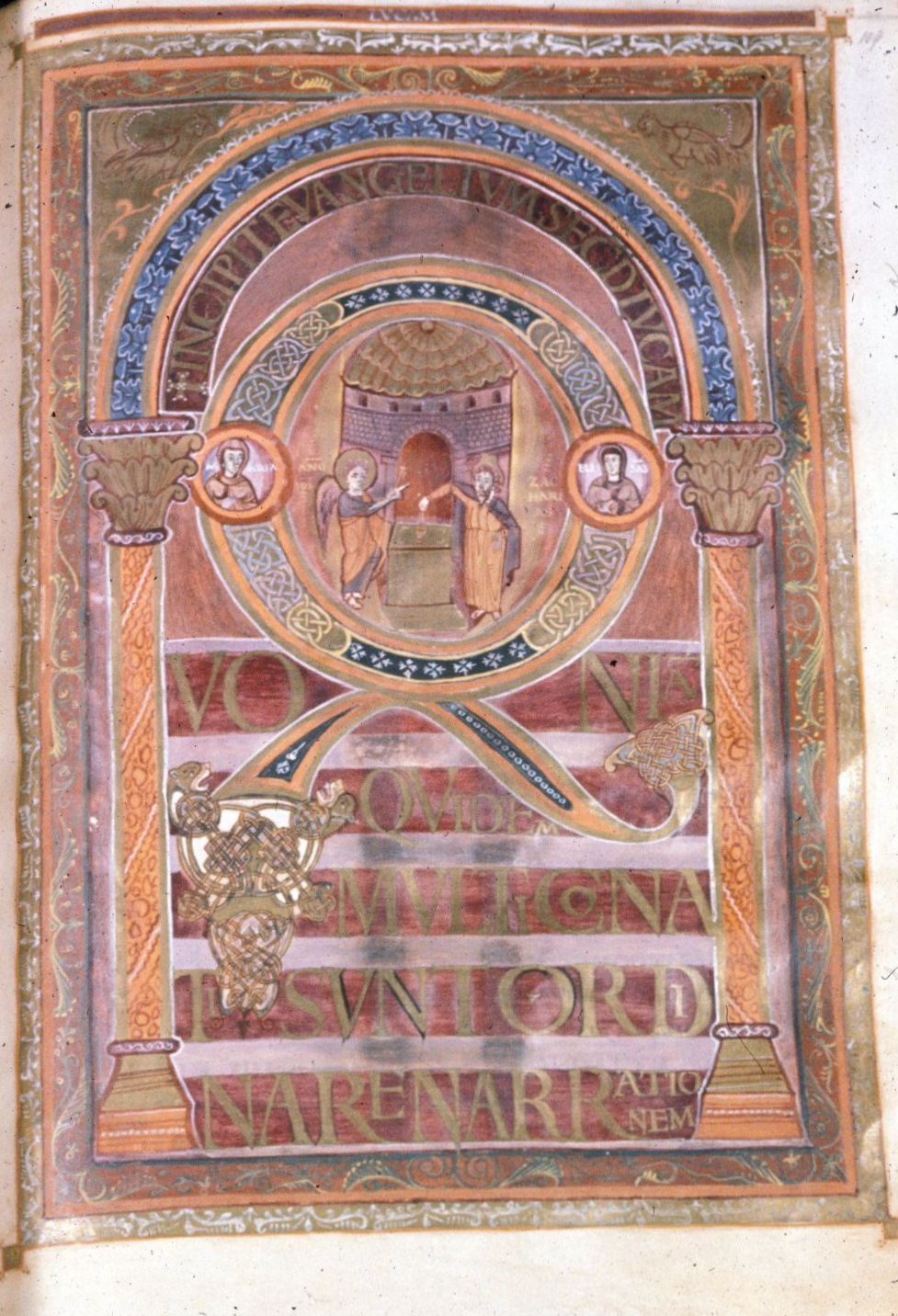
«Hijo del Hombre» aparece 25 veces en Lucas; una copia de c. 800 del evagenlio se muestra aquí.

El término «Hijo del Hombre» aparece muchas veces en los cuatro evangelios, por ejemplo, 30 veces en Mateo. Sin embargo, a diferencia del título «Hijo de Dios», su proclamación nunca ha sido un artículo de fe en el cristianismo. Mientras que la profesión de Jesús como el Hijo de Dios ha sido un elemento esencial de los credos cristianos desde la edad apostólica, tales profesiones no se aplican a «Hijo del Hombre». Sin embargo, el análisis cristológico de la relación entre los dos términos ha sido objeto de muchas investigaciones.
En la investigación bíblica moderna las apariciones de «Hijo del Hombre» en los evangelios sinópticos son generalmente clasificadas en tres grupos: las que se refieren a su «venida» (como una exaltación), las que se refieren al «sufrimiento» y aquellas que se refieren a «ahora obrando», es decir, refiriéndose a la vida terrestre.
La presentación en el Evangelio de Juan es algo diferente de la de los sinópticos y en Juan 1:51 se le presenta como el contacto con Dios a través de «instrumentalidad angelical»; en Juan 6:26 y 6:53 él ofrece la vida a través de su muerte; y en Juan 5:27 tiene el poder para juzgar a los hombres. El primer capítulo del libro de Apocalipsis se refiere a «uno semejante al Hijo del Hombre» (Apocalipsis 1:12-13) que se encuentra en la gloria radiante y habla con el autor. En el Evangelio de Juan, Jesús no es solamente una figura mesiánica, ni un profeta como Moisés, sino que el énfasis clave está en su doble papel como Hijo de Dios e Hijo del Hombre.
Aunque «Hijo del Hombre» es distinto de «Hijo de Dios», algunos pasajes del Evangelio les equiparan en algunos casos, por ejemplo, en Marcos 14:61, durante el juicio en el Sanedrín, el sumo sacerdote le preguntó a Jesús: «¿Eres tú el Cristo, el Hijo del Bendito?»; y Jesús le respondió: «Yo soy; y veréis al Hijo del Hombre sentado a la diestra del poder de Dios, y viniendo en las nubes del cielo». Esto se basa en la afirmación en Marcos 9:31: «El Hijo del Hombre será entregado en manos de hombres, y le matarán; pero después de muerto, resucitará al tercer día». En la parábola de las ovejas y las cabras, el retornado Hijo del Hombre tiene el poder de juzgar, mediante la separación de los hombres de «todas las naciones» en distintos grupos, en Mateo 25:31-46.
Durante siglos, la perspectiva cristológica en «Hijo del Hombre» ha sido una contrapartida natural al de «Hijo de Dios», y en muchos casos afirma la humanidad de Jesús, tal como «Hijo de Dios» afirma su divinidad. En el siglo V, Agustín de Hipona vio la dualidad del Hijo de Dios e Hijo del Hombre en términos de la naturaleza dual de Cristo en unión hipostática, en la que el Hijo de Dios se hizo Hijo del Hombre a través del acto de la Encarnación y escribió: «Dado que él es el único Hijo de Dios por naturaleza, se convirtió también el Hijo del Hombre, para que este sea lleno de gracia también».
Geza Vermes argumentó que «el hijo del hombre» en los Evangelios no tiene relación con estos usos de la Biblia Hebrea. Él comienza con la observación de que no hay ningún ejemplo de «el» hijo del hombre en fuentes hebreas. Se sugiere que el término se origina en el arameo bar nash/bar nasha. Basándose en su estudio de las fuentes arameas, concluye que en estas fuentes: (1) «Hijo del hombre» es una expresión regular para el hombre en general. (2) A menudo sirve como un pronombre indefinido («uno» o «alguien»). (3) En ciertas circunstancias, puede ser empleado como un circunloquio. En monólogos o diálogos el hablante puede referirse a sí mismo, no como «yo», sino como «el hijo del hombre» en tercera persona, en contextos que implican temor, reserva, o modestia. (4) En ninguno de los textos existentes «hijo del hombre» figura como un título.

### Hijo de David
El título «Hijo de David» indica la descendencia física de Jesús desde David, así como su calidad de miembro de la línea davídica de reyes. La frase es utilizada en varias ocasiones en los evangelios. Aparece en Mateo 1:1 para introducir tanto a la genealogía como al evangelio. Se encuentra en los labios de los hombres ciegos sanados en Galilea («¡Ten misericordia de nosotros, Hijo de David!», Mateo 9:27), la mujer cananea cuya hija es exorcizada («¡Señor, Hijo de David, ten misericordia de mí!», Mateo 15:22), y los ciegos sanados cerca de Jericó («¡Señor, Hijo de David, ten misericordia de nosotros!», Mateo 20:30). Por último, también forma parte de los gritos de la multitud cuando Jesús entra en Jerusalén: «¡Hosanna al Hijo de David!» (Mateo 21:9). Una variante de este título se encuentra en Apocalipsis 22:16, cuando Jesús se refiere a sí mismo como «la Raíz y el Linaje de David».

### Cordero de Dios

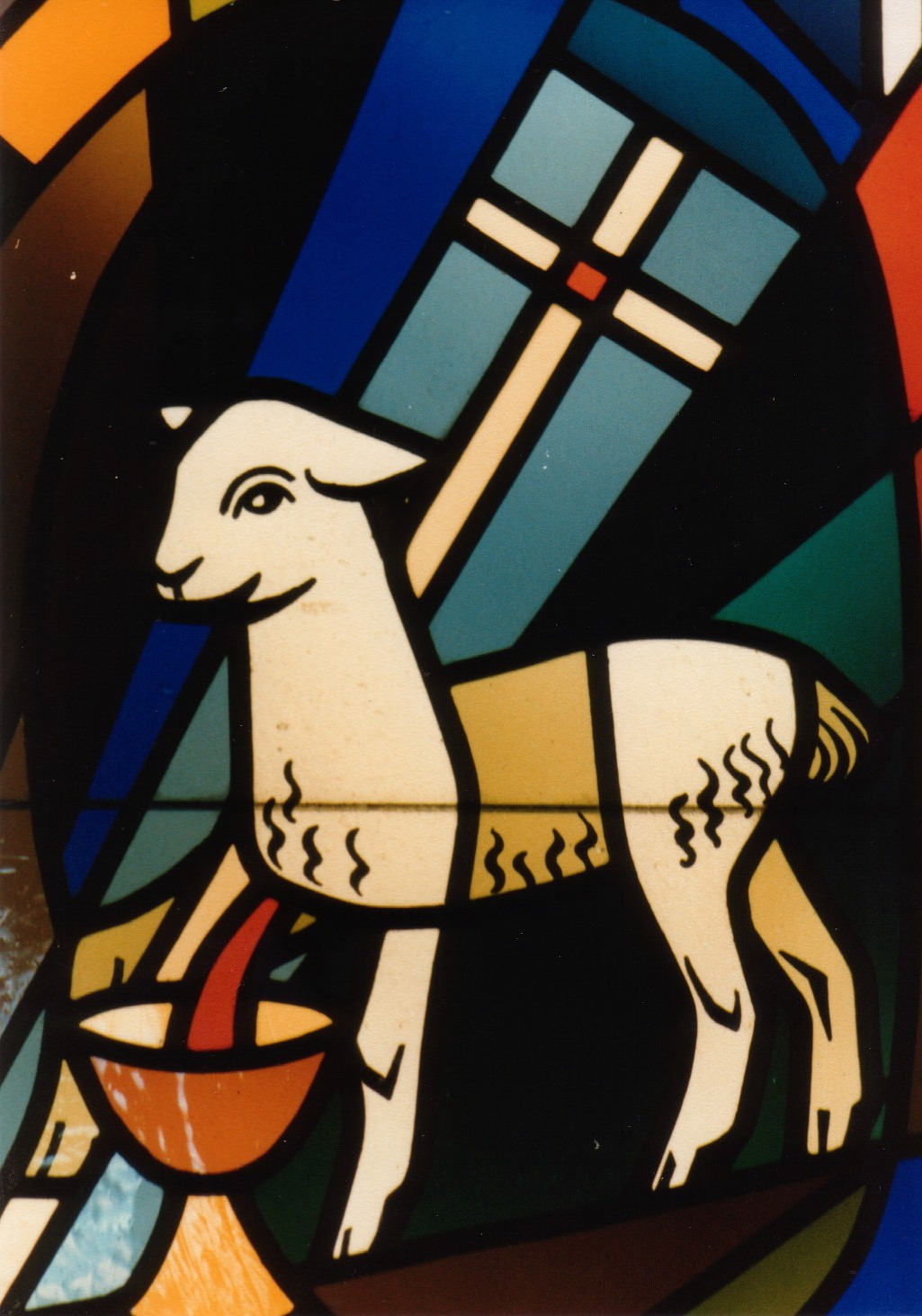
Una representación típica del Agnus Dei, sangrando dentro de un Santo Cáliz y que lleva una bandera de la victoria cristiana.

El título «Cordero de Dios» (Agnus Dei) aparece solamente en el Evangelio de Juan, con la exclamación de Juan el Bautista: «He aquí el Cordero de Dios, que quita el pecado del mundo» en Juan 1:29, reafirmando el título al día siguiente en Juan 1:36. El segundo uso del título «Cordero de Dios» se lleva a cabo en presencia de los dos primeros apóstoles de Jesús, que inmediatamente le siguen, dirigiéndose a él respetuosamente como «Rabí», y más tarde en la narración llevan a otros a encontrarse con él.
Estas dos proclamaciones de Jesús como el Cordero de Dios se relacionan profundamente con la declaración del Bautista en Juan 1:34: «Y yo le vi, y he dado testimonio de que éste es el Hijo de Dios». Desde una perspectiva cristológica, estas proclamaciones y el descenso del Espíritu Santo en forma de paloma en Juan 1:32 se refuerzan mutuamente para establecer el elemento divino de la Persona de Cristo. En la cristología joánica, el anuncio «que quita el pecado del mundo» comienza el desarrollo del tema salvífico de la muerte redentora y expiatoria de Jesús seguida por su resurrección, basándose en otras proclamas como «verdaderamente este es el Salvador del mundo», pronunciada por los samaritanos en Juan 4:42. Sin embargo, nada en el contexto de 1 Corintios 5:7 implica directamente que Pablo, en ese pasaje específico, se refiera a la muerte de Jesús con el mismo tema.
El libro del Apocalipsis incluye más de veinte referencias a un cordero-león («inmolado pero en pie») victorioso, en una forma que recuerda al Cristo resucitado. En la primera aparición del Cordero (Apocalipsis 5:1-7) únicamente Él (que es de la tribu de Judá, y la raíz de David) es encontrado digno de tomar el rollo del juicio de Dios y romper los sellos. En Apocalipsis 21:14, se dice que el Cordero tiene doce apóstoles.
El tema de un cordero inmolado que se eleva a la victoria como el Cristo resucitado fue utilizado desde los principios de la cristología, por ejemplo, Agustín de Hipona escribió en el año 375: «¿Por qué un cordero en su pasión? Porque él se sometió a la muerte sin ser culpable de cualquier iniquidad. ¿Por qué un león desde su resurrección? Porque al ser muerto, él mató a la muerte». El título «Cordero de Dios» ha encontrado un amplio uso en las oraciones cristianas y el Agnus Dei («Cordero de Dios, que quitas el pecado del mundo, ten piedad de nosotros; Cordero de Dios, que quitas el pecado del mundo, danos la paz») se utiliza tanto en la liturgia y como una forma de oración contemplativa.

### Nuevo Adán/Segundo Adán/Postrer Adán

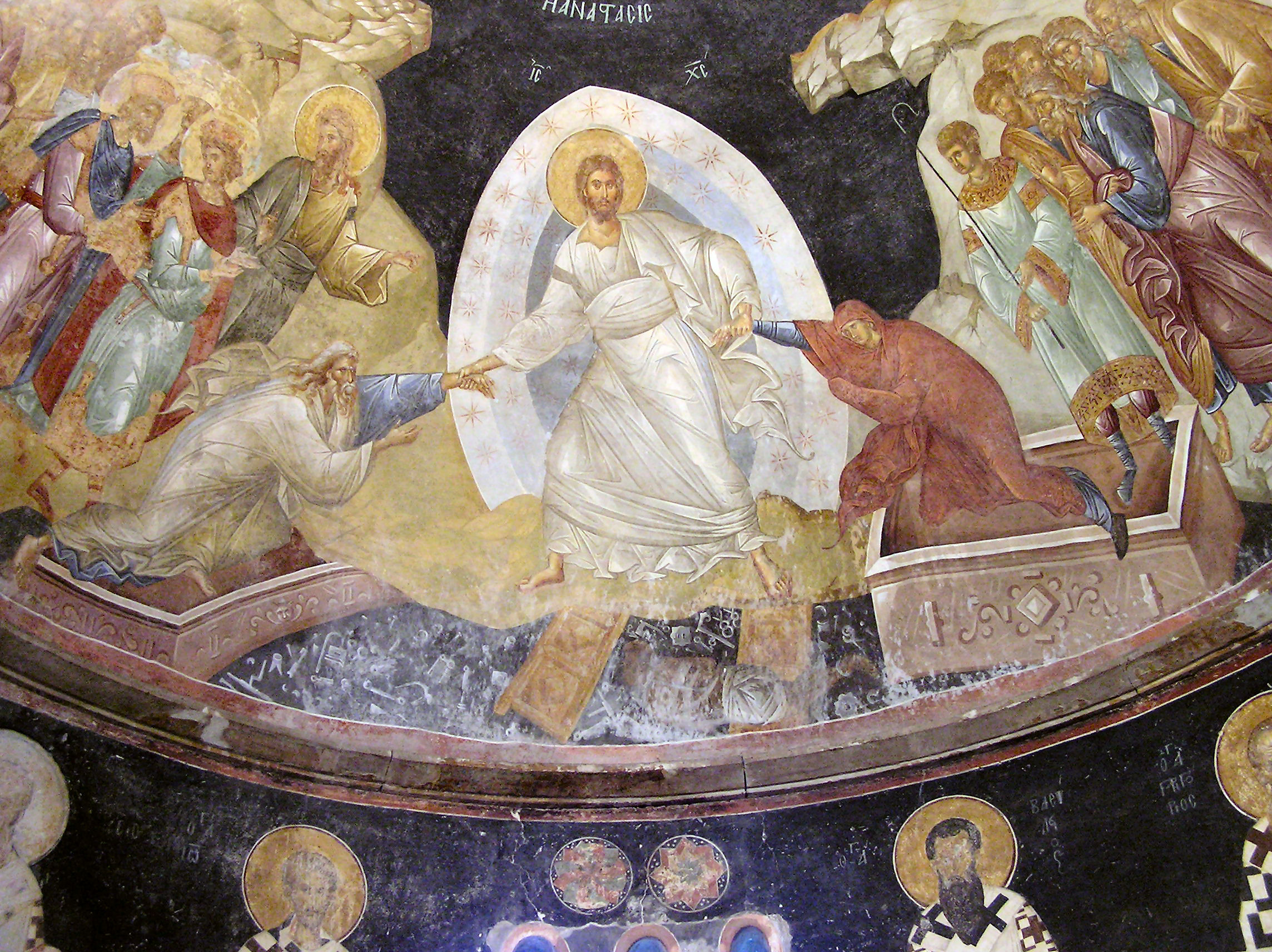
Jesús saca a Adán y Eva de sus tumbas en la resurrección. Iglesia San Salvador de Cora, Estambul, c. 1315.

Porque así como en Adán todos mueren, también en Cristo todos serán vivificados.
—1 Corintios 15:22
Del mismo modo que el Evangelio de Juan proclama la importancia universal de la encarnación de Jesús como Logos, la visión paulina enfatiza la visión cósmica de que su nacimiento, su crucifixión y su resurrección dio a luz a un hombre nuevo y a un nuevo mundo. El punto de vista escatológico de Pablo acerca de Jesús lo contraposiciona como un nuevo hombre de moralidad y obediencia, a diferencia de Adán. Al contrario de Adán, el nuevo hombre nacido en Jesús obedece a Dios y marca el comienzo de un mundo de la moral y salvación.
En la visión paulina, Adán se posiciona como el primer hombre y Jesús como el segundo y último Adán (1 Corintios 15:45), el primero, después de haber corrompido a sí mismo por su desobediencia, también infectó a la humanidad y le dejó como herencia una maldición. El nacimiento de Jesús, por el contrario, contrarrestó la caída de Adán, trayendo la redención y la reparación de los daños causados por este.
El tema es reiterado por Pablo, en Romanos 5:18-21, cuando afirma:
Así que, como por la transgresión de uno vino la condenación a todos los hombres, de la misma manera por la justicia de uno vino a todos los hombres la justificación de vida. Porque así como por la desobediencia de un hombre los muchos fueron constituidos pecadores, así también por la obediencia de uno, los muchos serán constituidos justos. Pero la ley se introdujo para que el pecado abundase; mas cuando el pecado abundó, sobreabundó la gracia; para que así como el pecado reinó para muerte, así también la gracia reine por la justicia para vida eterna mediante Jesucristo, Señor nuestro.
En el siglo II, el padre de la iglesia Ireneo continuó con esta tradición y declaró: «de modo que podamos recuperar en Cristo Jesús lo que en Adán que habíamos perdido, a saber, el estado de ser la imagen y semejanza de Dios». Ireneo también utilizó la analogía de «segundo Adán y segunda Eva» y sugirió a la Virgen María como la «segunda Eva» que había establecido un camino de obediencia para el segundo Adán (es decir, Jesús) desde la anunciación hasta el calvario.
La tradición continuó en el siglo IV, por Efrén el Sirio y más tarde por Agustín en su Felix culpa, es decir, la caída feliz de la gracia de Adán y Eva. Más tarde, en el siglo XVI, Juan Calvino vio al nacimiento de Jesús como el segundo Adán como una de las seis maneras de expiación.

### Luz del Mundo

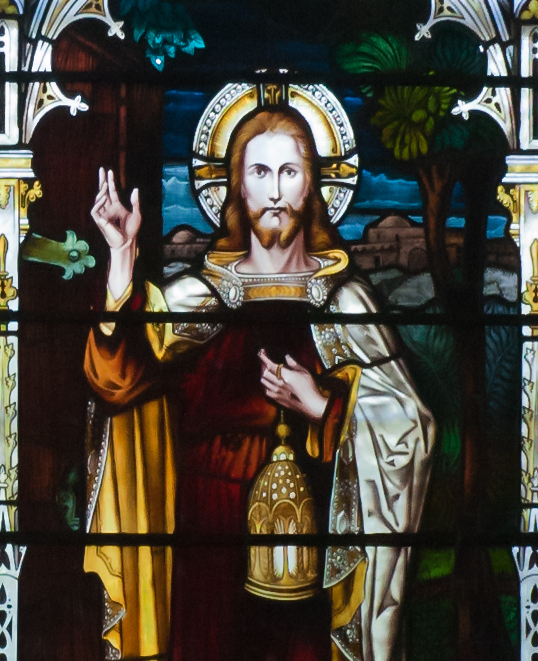
Vidriera de Jesús como «Luz del Mundo», Iglesia de San Brandán, Bantry, Irlanda.

Jesús es llamado «Luz» en siete ocasiones en el Nuevo Testamento y «Luz del Mundo» solamente en el Evangelio de Juan. Los términos «Pan de Vida» y «Vida del Mundo» también son aplicados por Jesús a sí mismo en el Evangelio de Juan en el mismo sentido cristológico.
En Juan 8:12, Jesús se aplica el título a sí mismo, mientras debate con los judíos, y afirma:
Yo soy la luz del mundo; el que me sigue, no andará en tinieblas, sino que tendrá la luz de la vida.
Otra vez Jesús afirma ser la luz del mundo en Juan 9:5, en el milagro de la curación del ciego de nacimiento, diciendo:
Entre tanto que estoy en el mundo, luz soy del mundo.
Este episodio conduce a Juan 9:39, donde Jesús explica metafóricamente que vino a este mundo, para que los ciegos puedan ver.
En el contexto cristológico, el uso del título de «Luz del Mundo» es similar al título «Pan de Vida» de Juan 6:35, donde Jesús dice: «Yo soy el pan de vida; el que a mí viene, nunca tendrá hambre; y el que en mí cree, no tendrá sed jamás». Estas afirmaciones se basan en el tema cristológico de Juan 5:26 donde Jesús afirma poseer la vida así como el Padre hace, y poder proporcionarla a los que le siguen. El término «Vida del Mundo» es aplicado en el mismo sentido por Jesús a sí mismo en Juan 6:51.
Esta aplicación de la «luz en comparación con las tinieblas» aparece también en 1 Juan 1:5, refiriéndose a Dios diciendo: «Dios es luz, y en Él no hay tiniebla alguna».
Jesús también utilizó ese término para referirse a sus discípulos en Mateo 5:14. El término «Luz del Mundo» está relacionado con las parábolas de la sal y la luz y la lámpara bajo el almud.

### Rey de los judíos

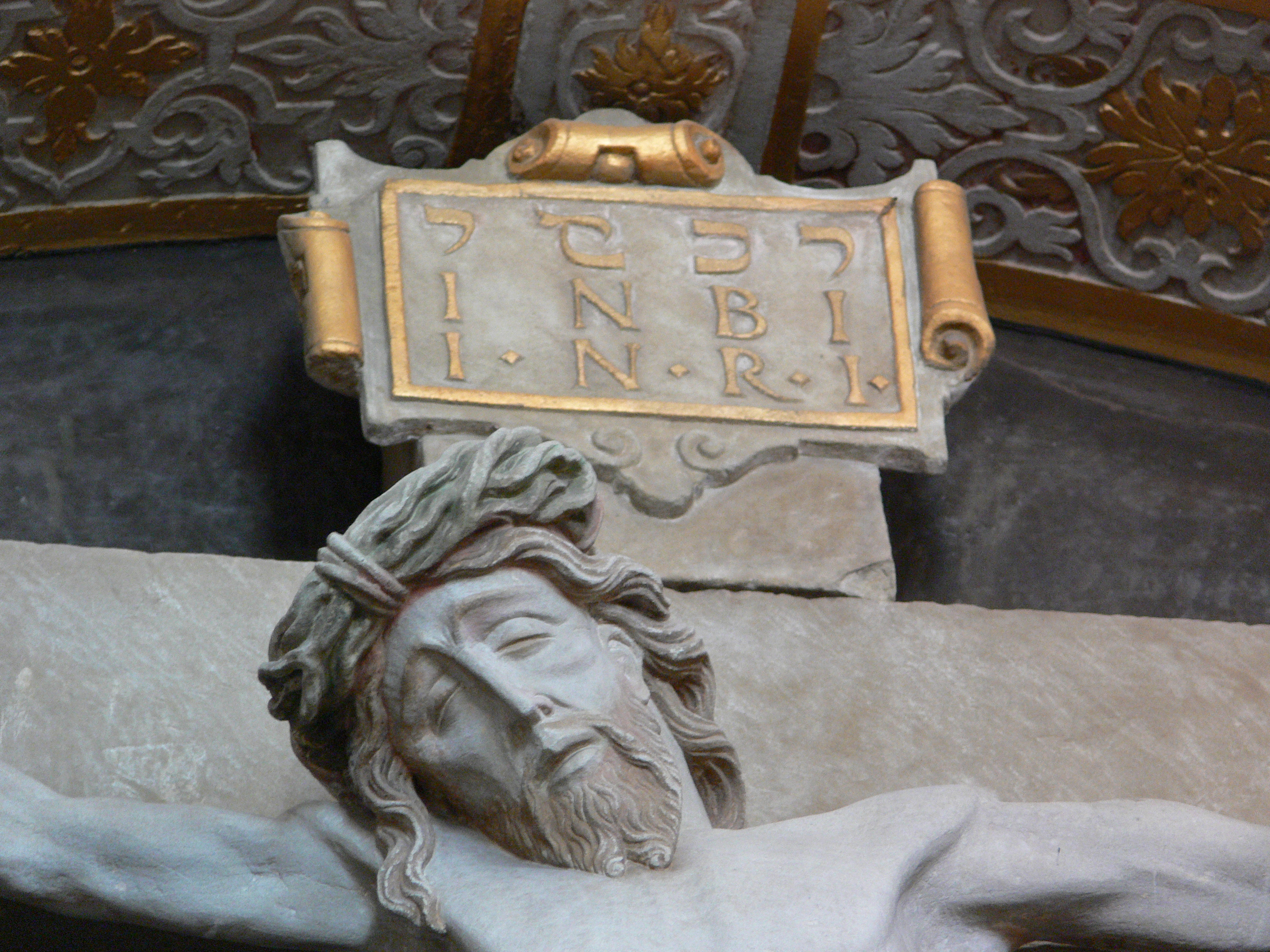
El acrónimo latino INRI (Jesús de Nazaret, Rey de los judíos) escrito en tres idiomas, como en, Abadía de Ellwangen, Alemania.

En el Nuevo Testamento, se alude a Jesús como el «Rey de los judíos» en una serie de episodios, tanto al inicio de su vida y al final. Ambos usos del título conducen a resultados dramáticos en los relatos del Nuevo Testamento. En el relato de la Natividad de Jesús en el Evangelio de Mateo, los sabios (llamados Magos) que vienen del oriente llaman a Jesús «Rey de los judíos», haciendo que el rey Herodes ordene la matanza de los inocentes. En los relatos de la pasión de Jesús en los cuatro evangelios canónicos, el uso del título «Rey de los judíos» conduce a cargos contra Jesús que dan lugar a su crucifixión.
En el Nuevo Testamento, el título «Rey de los judíos» es utilizado solamente por los gentiles, es decir, por los Sabios, Poncio Pilato y los soldados romanos. Por el contrario, en las relatos de la pasión, los líderes judíos prefieren la denominación «Rey de Israel», como se ve en Mateo 27:42 y Marcos 15:32.
El uso del término «Rey» en los cargos presentados contra Jesús es central en la decisión de crucificarlo. En Juan 19:12, Pilato intenta liberar a Jesús, pero los judíos objetan, diciendo: «Si a este sueltas, no eres amigo de César; todo el que se hace rey, a César se opone»; con lo que el poder del César frente de la discusión, para la asunción del título Rey, implica rebelión contra el Imperio romano.
El uso final del título solamente aparece en Lucas 23:36-37. A continuación, después de que Jesús es llevado al Gólgota y es crucificado, los soldados miran hacia él en la cruz, se burlan, le ofrecen el vinagre y dicen: «Si tú eres el Rey de los judíos, sálvate a ti mismo». En el relato paralelo en Mateo 27:42, los sacerdotes judíos se burlan de Jesús como «Rey de Israel», diciendo: «si es el Rey de Israel, descienda ahora de la cruz, y creeremos en él».

### Rabboni y Rabí

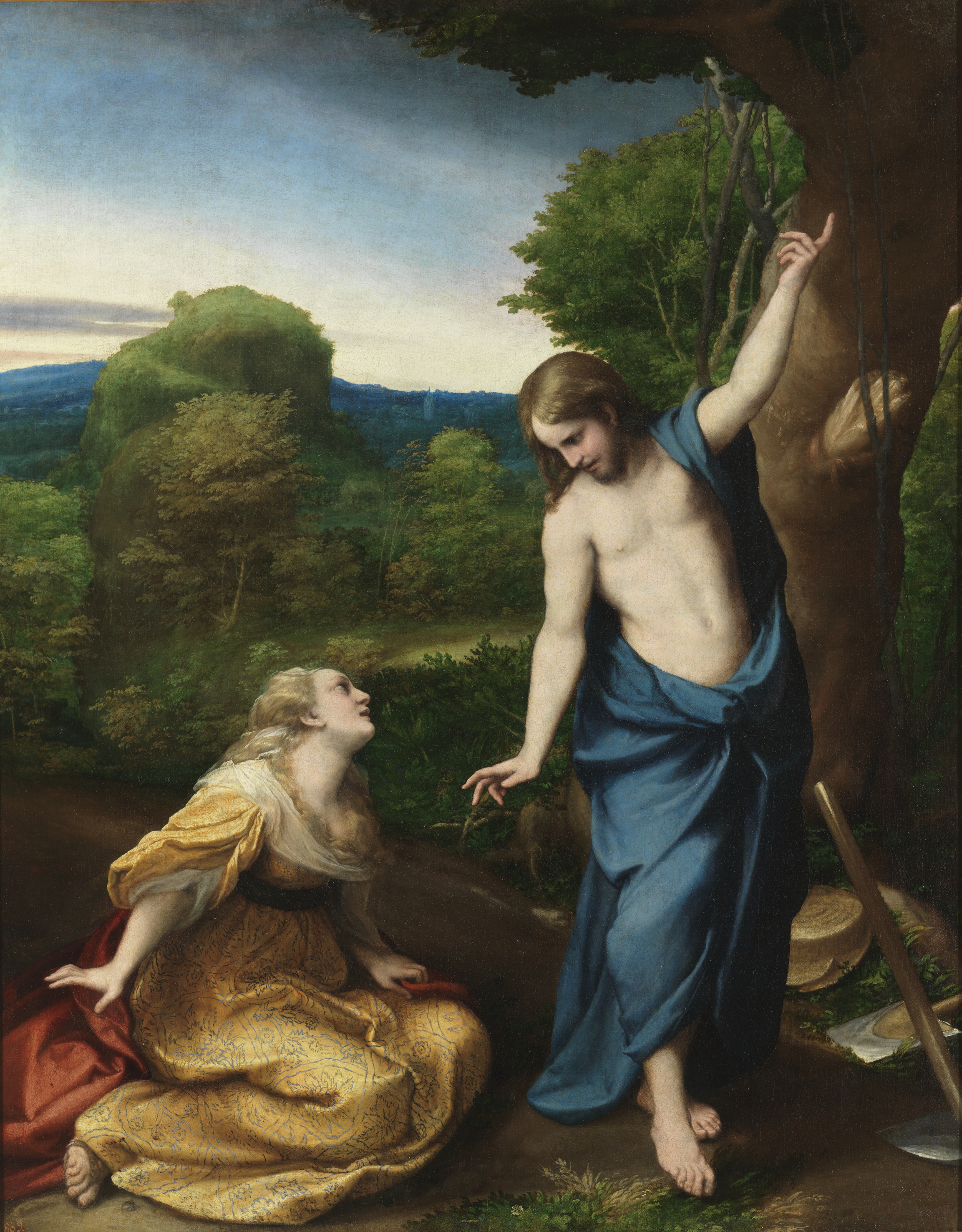
María Magdalena llamando a Jesús Rabboni y recibiendo la respuesta: Noli me Tangere, representado por Antonio da Correggio, c. 1534.

En Juan 20:16, cuando María Magdalena se encuentra con Jesús poco después de la resurrección, ella lo llama «Rabboni» (Ραββουνει), literalmente, mi gran maestro. Para aquellos personas que no hablan el arameo, el Evangelio de Juan lo traduce como «maestro» (רבוני), un rabino como un instructor judío, o maestro. En el Nuevo Testamento, el término «Rabboni» solo es utilizado por la Magdalena en Juan 20:16, y en Marcos 10:51 por el ciego Bartimeo en la relato del milagro de la curación del ciego cerca de Jericó.
El título «Rabí» es utilizado en varios episodios del Nuevo Testamento para referirse a Jesús, pero con mayor frecuencia en el Evangelio de Juan que en otros lugares, y no aparece en el Evangelio de Lucas en absoluto. En el relato de Mateo de la Última Cena (Mateo 26:22-25), cuando Jesús dice que va a ser traicionado por uno de sus apóstoles, uno tras otro, dicen: «¿Soy yo, Señor?», pero Judas Iscariote dice «¿Soy yo, Rabí?», utilizando el término Rabí en lugar de Señor. El Iscariote llama nuevamente a Jesús «Rabí» en Mateo 26:49 cuando él lo traiciona en el episodio del beso de Judas, lo que implica fuertemente que él pudo no haber reconocido, creído o entendido la divinidad de Jesús.
Jesús es llamado «Rabí» en una conversación por el apóstol Pedro en Marcos 9:5 y Marcos 11:21, y en Marcos 14:45; por Natanael en Juan 1:49, donde también es llamado «Hijo de Dios» en la misma oración. En varias ocasiones, los discípulos también se refieren a Jesús como «Rabí» en el Evangelio de Juan, por ejemplo, Juan 4:31, Juan 6:25, Juan 9:2 y Juan 11:8. En varias ocasiones, los discípulos también se refieren a Jesús como «Rabí» en Juan 4:31, 6:25, 9:2 y 11:8.
Dando a entender que el título Rabí era utilizado por los fariseos para obtener estatus (quienes «se sientan en la cátedra de Moisés») y señal de autoridad; en Mateo 23:1-8, Jesús rechazó el título de «Rabí» para sus discípulos, diciendo: «vosotros no queráis que os llamen Rabí; porque uno es vuestro Maestro, el Cristo, y todos vosotros sois hermanos». El papel de maestro también se refiere al Paráclito, mencionado por Jesús por primera vez la noche antes de la crucifixión (Juan 14:26).

### Otros nombres y títulos
El Nuevo Testamento usa varios títulos para referirse a Jesús. Sin embargo, algunos términos que se utilizan comúnmente en la tradición cristiana raramente aparecen en el Nuevo Testamento, por ejemplo, el término exacto «Salvador» aparece solamente una vez, y es pronunciado por los samaritanos en Juan 4:42. El título «Nazareno» aplicado a Jesús también es utilizado para designar a los cristianos en las tradiciones siríacas y árabes.
El título «Escogido» o «Elegido» es utilizado dos veces en el Evangelio de Lucas: eklektos, en Lucas 23:35, cuando los gobernantes se burlan de Jesús; mientras que eklelegmenos es mencionado en Lucas 9:35, cuando Jesús es bautizado. James R. Edwards señala que la frase es utilizada en varias ocasiones en 1 Enoc, pero en el pensamiento judío está asociado con el triunfo y la gloria, en lugar que con el sufrimiento.

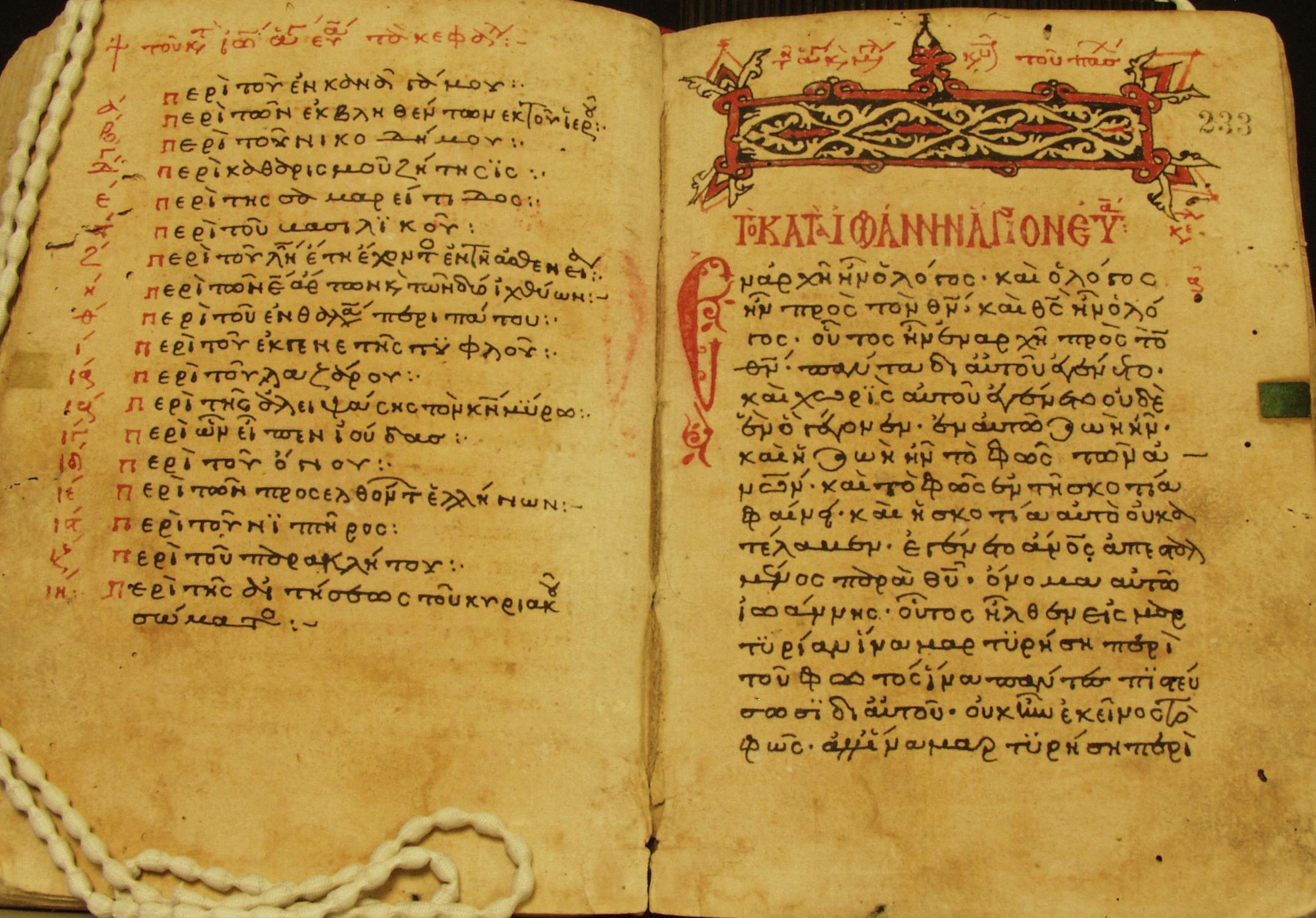
Una copia del Evangelio de Juan del siglo XIII, el único Evangelio en el que Pan de Vida aparece como una de las siete afirmaciones del «Yo soy».

Teólogos cristianos como Tomás de Aquino escribieron importantes argumentos que analizan varios nombres y títulos de Jesús. En Juan 8:58, Jesús dice: «Antes que Abraham fuese, yo soy». La frase «yo soy» (εγω ειμι en griego) fue considerado por Aquino como un nombre de Jesús, y además lo consideró como el más adecuado de todos los nombres divinos, pues Aquino creía que se refería al «ser de todas las cosas».
Uno de los títulos precedidos por un «yo soy» en las afirmaciones de Jesús es el título «Pan de Vida» en Juan 6:35: «Yo soy el pan de vida; el que a mí viene, nunca tendrá hambre». El discurso del Pan de Vida tiene lugar en el Evangelio de Juan, poco después Jesús alimenta a una multitud con cinco panes y dos peces.
En la Epístola a los Hebreos, Jesús es llamado «Apóstol» y «Sumo Sacerdote» en Hebreos 3:1; la preparación de los dos títulos se encuentra en el texto anterior de Hebreos 2:5-18, que presenta las dos funciones de Jesús: como apóstol que representa a Dios para la humanidad y como un Sumo Sacerdote que representa a la humanidad ante Dios.
Mientras que el Evangelio de Juan enfatiza a Jesús como el Hijo de Dios, el Evangelio de Lucas lo presenta como un profeta por encima de todos; la atribución de ese título a Jesús sucede con más frecuencia que incluso en Marcos. Un profeta no es simplemente alguien que predica, sino es quien proclama la revelación divina por voluntad de Dios. En Lucas 4:24, después del episodio de rechazo en su ciudad natal, Jesús remarca que un profeta nunca es bien recibido en su propia ciudad natal. En otros lugares, como Lucas 7:39, los judíos nuevamente dudan de que Jesús sea un profeta. El punto de vista de Jesús como profeta es utilizada en el concepto de la triple función que considera sus 3 roles como «Profeta, Sacerdote y Rey». Mientras que entre los primeros cristianos hubo personas que afirmaron ser profetas, no hay registros de cualquier otra persona que decía ser un profeta durante la vida de Jesús.
En Juan 14:16, Jesús dice que pedirá al Padre que envíe «otro» Paráclito, es decir, Consolador. El término paráclito aparece únicamente en la literatura joánica y, además de los cuatro usos en el Evangelio de Juan, aparece solamente en 1 Juan 2:1. Teniendo en cuenta que 1 Juan 2:1 considera a Jesús como un Paráclito, la referencia en Juan 14:16 dice que Jesús pediría al Padre enviar un segundo Paráclito para continuar con la vida de la Iglesia después de su partida. La declaración sobre el «Paráclito» se realiza dentro del «Discurso de Despedida», durante la última cena de Jesús y los Apóstoles. El «Paráclito» es, pues, un vínculo entre el ministerio de Jesús y la vida futura de la Iglesia.
Algunos títulos de Jesús son exclusivos del libro de Apocalipsis; se refieren a él como el «Alfa y Omega» en Apocalipsis 22:13 y en otros lugares, y la «estrella resplandeciente de la mañana» en Apocalipsis 22:16.